# جانوشیرش آسانا

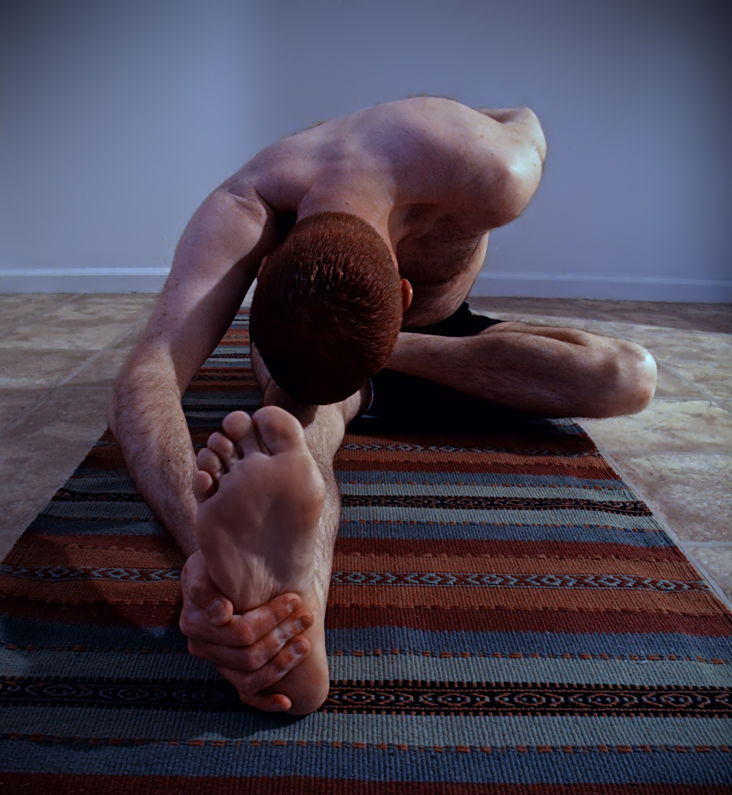
Janusirsasana

Janu Sirsasana (سانسکریت: जानु शीर्षासन ; IAST: jānu śīrṣāsana)، حالت سر تا زانو، یک آسانا در حال چرخش و خم شدن به جلو نشسته در مدارس متنوع یوگای مدرن به عنوان ورزش است.

## ریشه‌شناسی
این نام از واژه‌های سانسکریت janu (जानु، jānu) به معنای «زانو»،(शीर्ष، śīrṣa) به معنای «سر» و āsana (आसन) حالت نشسته گرفته شده‌است.<ref name="Ashtanga">"Janu Shirshasana A". Ashtanga Yoga. Retrieved 2011-04-09."Janu Shirshasana A". Ashtanga Yoga. Retrieved.</ref

## شرح
روی زمین نشسته و پاها عقب کشیده و نگه داشته می‌شود، پای چپ از زانو خم شده، قوزک پای چپ گرفته و پاشنهٔ آن به داخل و بالای کشالهٔ ران راست می‌چسبد.